# 歌になりたい/Breath of Bless 〜すべてのアスリートたちへ
『歌になりたい/Breath of Bless ～すべてのアスリートたちへ』（うたになりたい / ブレス・オブ・ブレス すべてのアスリートたちへ）は、ASKAの12作目のシングル。「歌になりたい」と「Breath of Bless ～すべてのアスリートたちへ」による両A面シングル。2019年11月6日に先行配信、2019年11月20日に12cmCDとして発売された。発売元はDADAレーベル。

## 背景
シングルとしては、配信「星は何でも知っている」以来の作品であり、CDシングルとしては、2009年2月に発売された「あなたが泣くことはない」以来となる。また、本作は2020年3月に発売されるアルバム『Breath of Bless』の先行シングルである。
ここ近年、ASKAは「シングルの発売はしない」とインタビューにて答えることがあったが、本作の発売の理由は若い人リスナーも含め自身の音楽を聴く人が変わったことであり、ASKAはこれを機にもう一度シングルを出すことを決めたという。
次作のCDシングル「笑って歩こうよ」と本作では約2年のブランクが空いている。

## リリース
CDとしての発売は2019年11月20日であるが、先行ダウンロード配信として同年11月6日から各配信サイトにて発売された。また、音楽配信サイト「Weare」ではハイレゾ音源が通常音源と同じ価格の255円で発売されることが決まった。同日に「歌になりたい」のミュージック・ビデオのフルバージョンも公開された。

## 音楽性
当初、リリースの発表された際は「歌になりたい」の単独A面であったが、ASKAは「Breath of Bless」に関して、「『歌になりたい』を押し上げる強い役割を果たしてくれるのが『Breath of Bless』であり、僕が消えても『Breath of Bless』はずっと生き続けると思う」とコメントしており、そのような意味でも「WシングルCD」と称している。
なお、ASKAのソロシングルにおいて両A面シングル発売するのは本作が初となる。

## プロモーション
発売日の11月20日から11月25日まで、タワーレコード渋谷店1階の大型モニターにて「歌になりたい」のミュージック・ビデオが放映されている。また、2019年11月25日〜12月1日の一部の時間にて渋谷の街頭ビジョン、同年11月24日〜11月30日の一部の時間にては福岡の街頭ビジョンでも放送されている。
2019年11月16日付の毎日新聞では、本作の発売に関してASKAのインタビュー内容が掲載されている。
2020年9月30日に放送されたテレビ東京系列の音楽番組『テレ東音楽祭』にて、「はじまりはいつも雨」、番組のトリとして「歌になりたい」の計2曲を披露した。ソロとしてはテレビ東京の番組は初出演となり、披露後にはTwitterなどで話題となった。

## 収録曲
| 全作詞・作曲: ASKA。 |                                               |           |            |            |      |
| #                    | タイトル                                      | 作詞      | 作曲・編曲 | 編曲       | 時間 |
| 1.                   | 「歌になりたい」                              | ASKA      | ASKA       | ASKA       | 6:08 |
| 2.                   | 「Breath of Bless〜すべてのアスリートたちへ」 | ASKA      | ASKA       | 矢賀部竜成 | 5:49 |
| 合計時間:            | 合計時間:                                     | 合計時間: | 11:57      |            |      |

## 楽曲解説
1. 歌になりたい
2019年2月から4月に行われたツアー『ASKA CONCERT TOUR 2019 Made in ASKA -40年のありったけ-』にて未発表の新曲として披露されていた。歌詞には「命」や「宇宙」が登場し、誰もが心に持つ「愛の歌」に仕上がっている[3]。
ミュージック・ビデオはアイスランドで撮影を行い、壮大な描写が楽曲の世界観とも合った内容となっている[15]。
この曲を書くきっかけは楳図かずおの漫画『漂流教室』であり、歌詞は3時間未満で書き上げている。歌詞を書いている途中に「歌になりたい」という言葉が浮かんだという。サビでは、コーラスをASKAが追いかけるというものであり、ASKA曰くこの手法はCHAGE and ASKAとして1992年に発売した「no no darlin'」以来だという[5]。
ASKAはこの歌を唄う時の感覚が「SAY YES」や「YAH YAH YAH」が世間で大ヒット曲として認知された後でライブの際に唄った時の感覚と同じなったという[16]。
2. Breath of Bless ～すべてのアスリートたちへ
2020年東京オリンピックをイメージして制作した楽曲[3]。
矢賀部竜成と共に2年かけて作り上げた楽曲で、津田真男の「たった一人のオリンピック」が制作の原動力となったという。当初は「1964 to 2020 東京オリンピック」というタイトルが付けられており、2017年8月16日にアルバム『Too many people』の収録曲「未来の勲章」の公開ミュージック・ビデオ撮影を行った際に初披露された[17]。

## 参加ミュージシャン
歌になりたい
- Piano：旭純
- Drums：江口信夫
- Bass：荻原メッケン基文
- Guitar：鈴川真樹
- Chorus：SHUUBI、藤田真由美
- Programming：鈴川真樹、藤山祥太

Breath of Bless ～すべてのアスリートたちへ
- Programming：矢賀部竜成

## 収録アルバム
- ASKA CONCERT TOUR 2019 Made in ASKA -40年のありったけ- in 日本武道館 (#1)
- Breath of Bless (#1,#2)